# Swadzim (Grande-Pologne)
Pour les articles homonymes, voir Swadzim.
Swadzim (prononciation : [ˈsfad͡ʑim]) est un village polonais de la gmina de Tarnowo Podgórne dans le powiat de Poznań de la voïvodie de Grande-Pologne dans le centre-ouest de la Pologne.
Il se situe à environ 7 kilomètres au sud-est de Tarnowo Podgórne (siège de la gmina) et à 13 kilomètres à l'ouest de Poznań (siège du powiat et capitale régionale).

## Histoire
De 1975 à 1998, le village faisait partie du territoire de la voïvodie de Poznań.

Depuis 1999, Swadzim est situé dans la voïvodie de Grande-Pologne.
Le village possédait une population de 415 habitants en 2013.